# 서도고등학교
서도고등학교(西島高等學校)는 대한민국 인천광역시 강화군 서도면 주문도리에 있는 공립 고등학교이다.

## 학교 연혁
- 1980년 11월 7일 : 서도중학교 독립승격 및 서도고등학교 설립 인가(각 3학급)
- 1981년 3월 1일 : 중등 초대 김창현 교장 취임
- 1981년 5월 6일 : 서도중고등학교 개교(중 31명, 고 60명)
- 1999년 3월 1일 : 서도 초·중·고 통합
- 2012년 3월 1일 : 고등학교 3학급 편성
- 2024년 1월 12일 : 중학교 제43회 졸업생 ( 0 )명, 총 424명
- 2024년 1월 12일 : 고등학교 제41회 졸업생 ( 2 )명, 총 310명
- 2024년 3월 4일 : 중학교 입학생( 1 )명
- 2024년 3월 4일 : 고등학교 입학생 ( 0 )명
- 2024년 9월 1일 : 통합14대 김종득 교장 취임

## 참고 자료
- 서도고등학교 - 한국교육학술정보원 학교알리미